# L'ultimo viaggio dell'arca di Noè
L'ultimo viaggio dell'arca di Noè (The Last Flight of Noah's Ark) è un film del 1980, diretto dal regista Charles Jarrott.

## Trama
Noè Dugan, aviatore un po' balordo, accetta di trasportare con un vecchio B29 la giovane missionaria Bernadette Lafleur con alcuni animali su un'isola del Pacifico dove è attesa dai locali abitanti.
Durante il volo Noè e Bernadette si accorgono di avere compagnia: due bambini fuggiti dall'orfanotrofio perché affezionati alla donna e agli animali.
A causa di un errore di rotta provocato dal magnete di un altoparlante che sballa la bussola, finiscono tutto il carburante in volo e sono costretti ad un atterraggio di fortuna su un'isola deserta.
Lì incontrano due reduci giapponesi che, dopo 35 anni, ignorano la fine della guerra. Dopo il primo approccio non del tutto amichevole riescono a stabilire un contatto e diventano compagni di sventura.
Grazie a loro, Noè e Bernadette costruiscono un battello di fortuna con i resti dell'aereo e lasciano l'isola.